# Lloyd S. Shapley

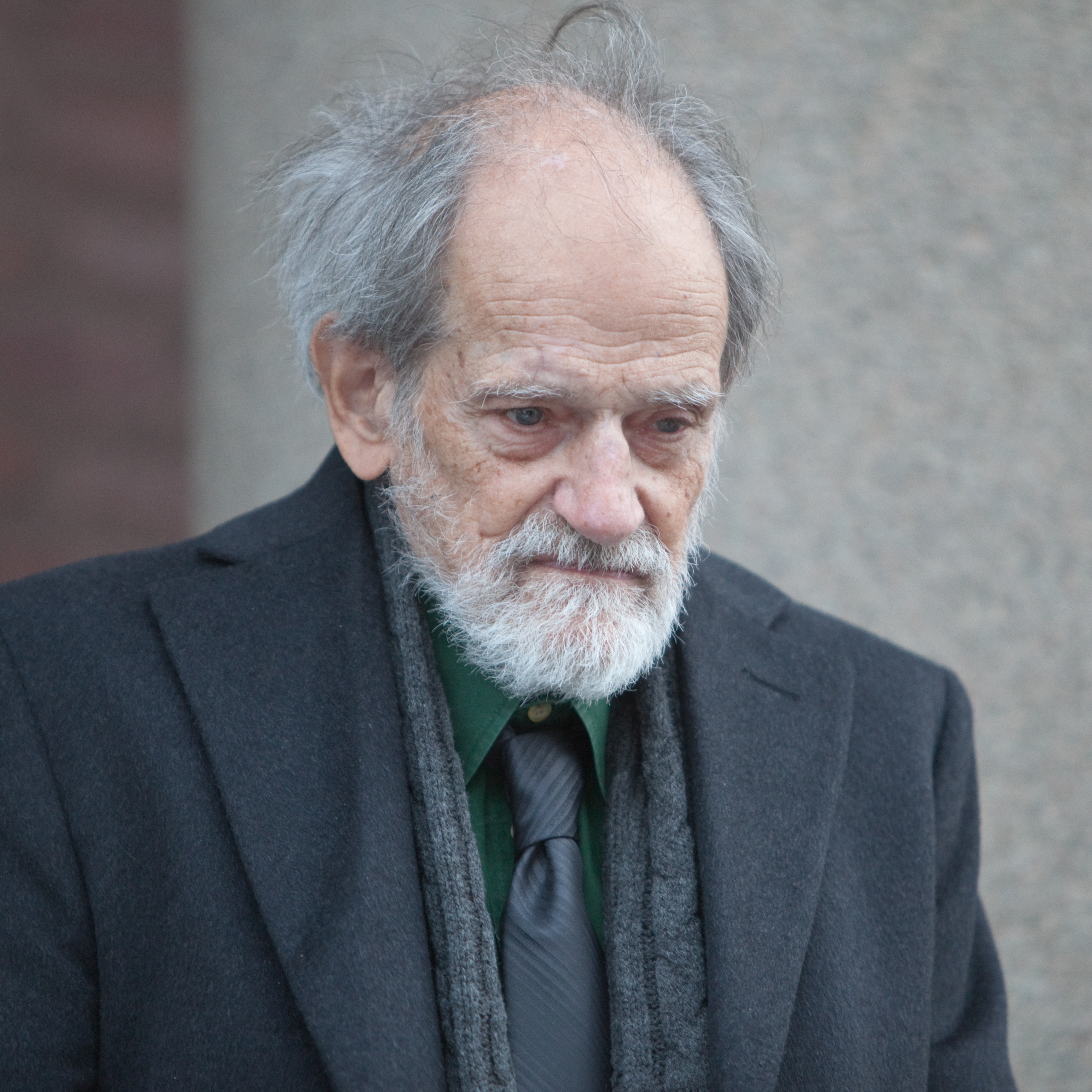
Lloyd Stowell Shapley (2012)

Lloyd Stowell Shapley (* 2. Juni 1923 in Cambridge, Massachusetts; † 12. März 2016 in Tucson, Arizona) war ein US-amerikanischer Wirtschaftswissenschaftler und Mathematiker. Er war Professor an der University of California, Los Angeles. Sein Publikationsgebiet war die mathematische Ökonomik, insbesondere die Spieltheorie. 2012 erhielt er gemeinsam mit Alvin E. Roth der Wirtschafts-Nobelpreis, insbesondere für seine Arbeit am Gale-Shapley-Algorithmus.

## Leben
Der Sohn des Astronomen Harlow Shapley und der Mathematikerin und Astronomin Martha Betz Shapley erhielt seinen Ph.D. 1954 an der Princeton University. Der Ökonom arbeitete von 1948, mit einer Unterbrechung (1950 bis 1953), bis 1981 für die Rand Corporation. Seit 1981 hatte er eine Professur an der University of California in Los Angeles inne. Als wichtige Beiträge des Wissenschaftlers gelten u. a. der Shapley-Wert und der Shapley-Shubik-Index.
In der Spieltheorie führte er 1953 stochastische Spiele ein als Verallgemeinerung von Markow-Entscheidungsprozessen.

## Auszeichnungen
- 1944 Bronze Star für die Entschlüsselung sowjetischer Funksignale
- 1981 John-von-Neumann-Theorie-Preis[9]
- 2012 Alfred-Nobel-Gedächtnispreis für Wirtschaftswissenschaften

## Mitgliedschaften
- 1967 Fellow der Econometric Society[10]
- 1974 American Academy of Arts and Sciences[11]
- 1979 National Academy of Sciences[12]
- Fellow der American Mathematical Society

## Schriften (Auswahl)
- mit H. W. Kuhn und A. W. Tucker: A Value for n-person Games. In: Contributions to the Theory of Games. Band II, 1953, doi:10.1515/9781400881970-018
- Stochastic Games. In: Proceedings of National Academy of Science. Band 39, 1953, S. 1095–1100, online
- mit Martin Shubik: A Method for Evaluating the Distribution of Power in a Committee System. In: American Political Science Review. Band 48, 1954, S. 787–792
- mit Martin Shubik: On Market Games. In: Journal of Economic Theory. Band 1, 1969, S. 9–25
- Cores of Convex Games. In: International Journal of Game Theory. Band 1, 1971, S. 11–26, doi:10.1007/BF01753431
- mit Robert Aumann: Values of Non-Atomic Games. Princeton University Press, 1974
- mit Pradeep Dubey: Mathematical Properties of the Banzhaf Power Index. In: Mathematics of Operations Research. Band 4, 1979, S. 99–132
- mit X. Hu: On Authority Distributions in Organizations. In: Games and Economic Behavior. Band 45, 2003, S. 132–170